# Santalum haleakalae
ʻIliahi (theo ngôn ngữ bản địa), danh pháp hai phần: Santalum haleakalae, là một loài thực vật có hoa thuộc họ đàn hương, Santalaceae, là loài đặc hữu của hòn đảo Maui ở quần đảo Hawaii thuộc Hoa Kỳ. Cây mọc ở vùng cây bụi sườn đồi nhiệt đới của Hawaii ở độ cao 1.900 đến 2.700 mét (6.200 đến 8.900 ft), đặc biệt là trên triền núi Haleakalā.